# Jan Kreczmar

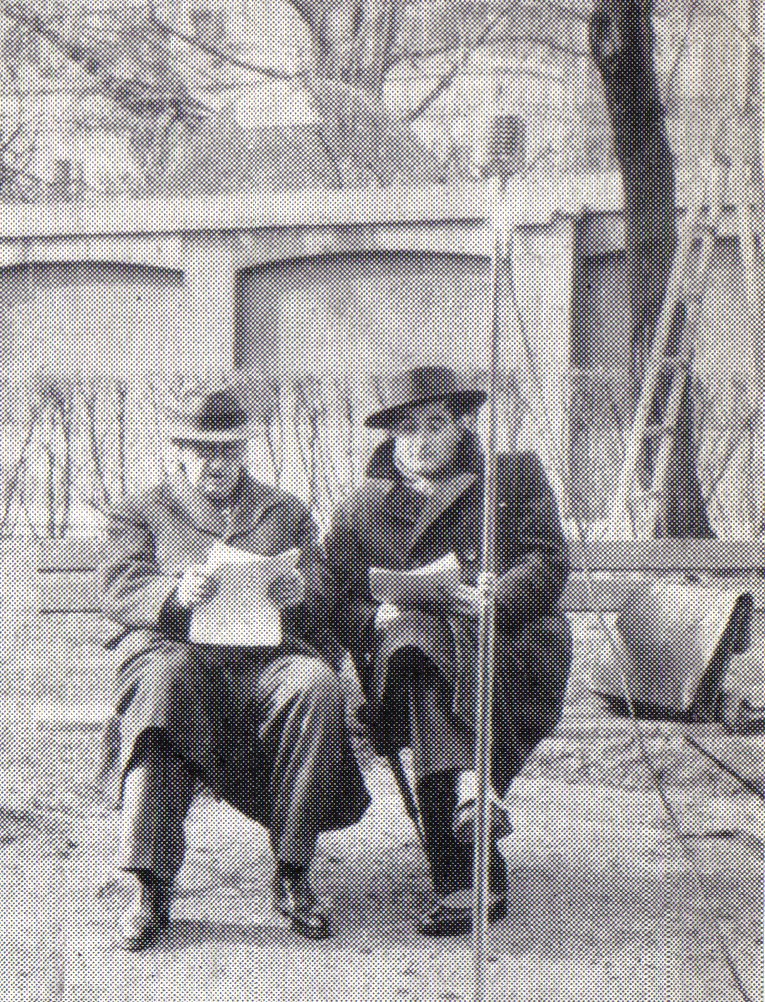
Jan Kreczmar (po prawej) nagrywający wraz z Aleksandrem Zelwerowiczem audycję dla Polskiego Radia

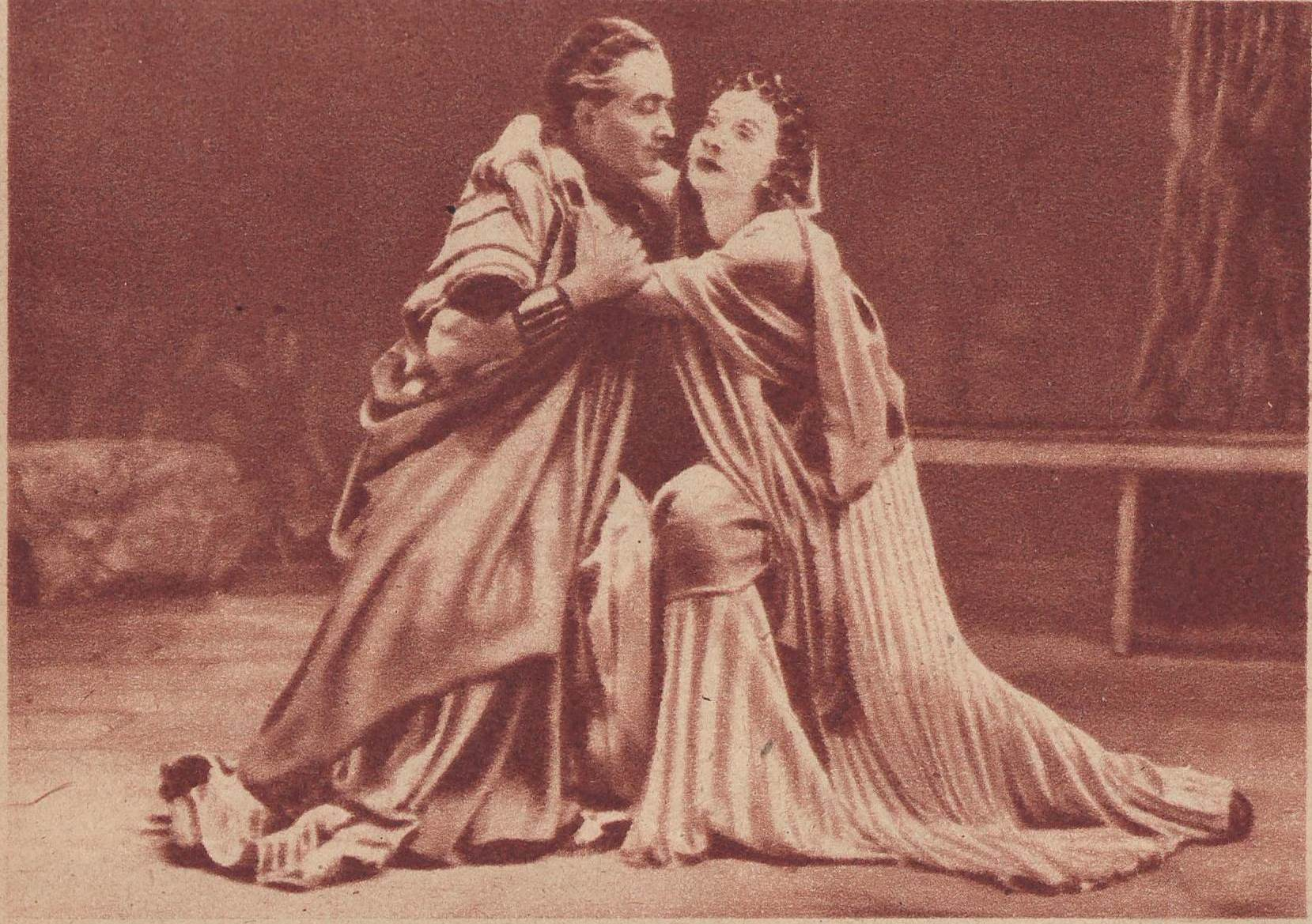
Janina Romanówna i Jan Kreczmar w sztuce „Penelopa” Ludwika Hieronima Morstina, 1946

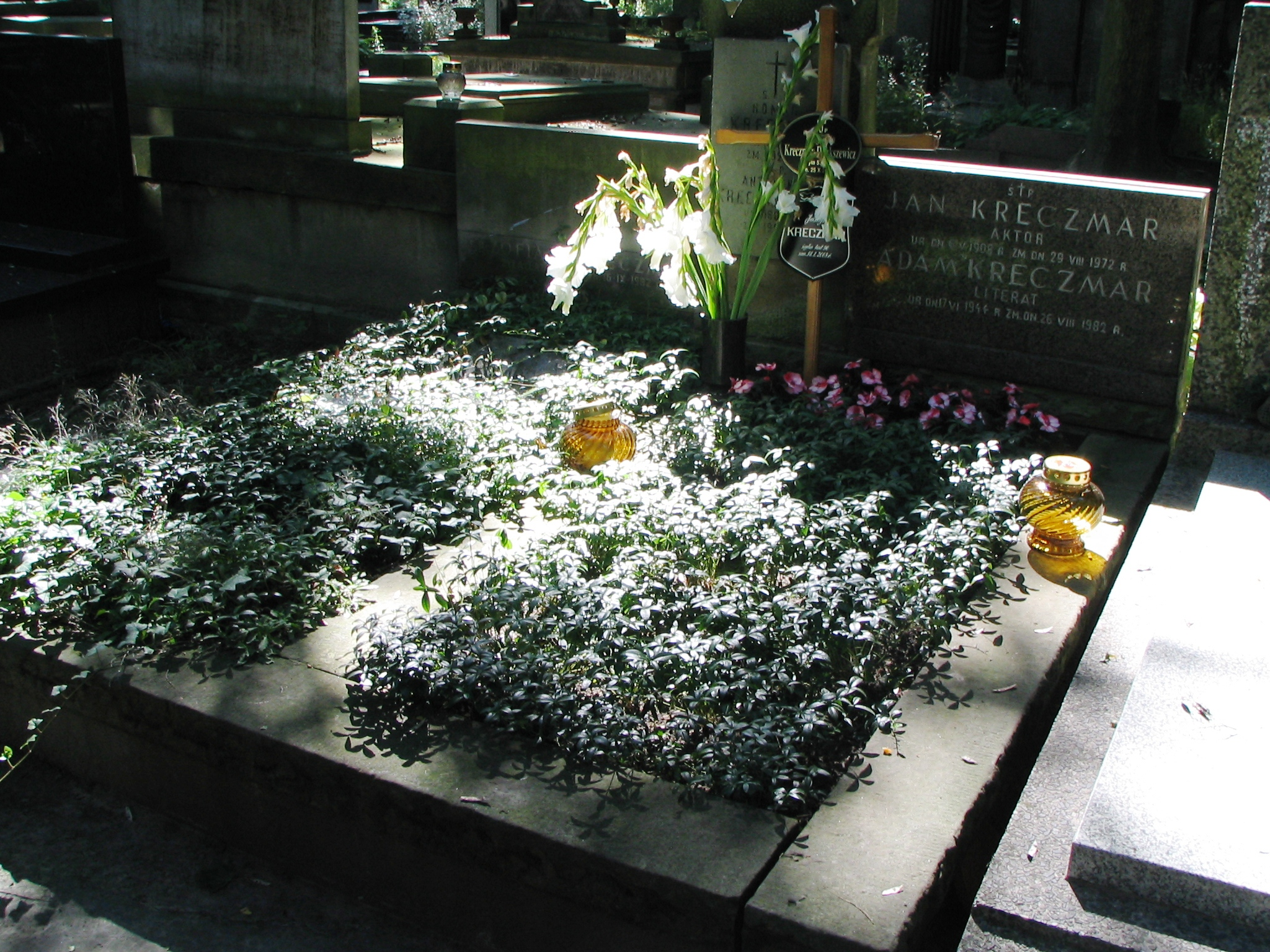
Grób Jana Kreczmara nana cmentarzu Powązkowskim w Warszawie

Jan Kreczmar (ur. 6 maja 1908 w Warszawie, zm. 29 sierpnia 1972 tamże) – polski aktor filmowy i teatralny, pedagog.

## Życiorys
Urodził się 6 maja 1908 roku w Warszawie, w rodzinie Jana (1878–1909), założyciela warszawskiego gimnazjum, będącego pierwszą szkołą z wykładowym językiem polskim w zaborze rosyjskim, i Marii z Kawieckich (1876–1965), urzędniczki. Był bratem Jerzego (1902–1985) i Tadeusza (1904–1966). Miał także dwie siostry Marię (1906–1985), matkę aktora Zbigniewa Zapasiewicza i Wandę (1905–1969).
Na Uniwersytecie Warszawskim ukończył studia na wydziale humanistycznym, a ponadto był absolwentem oddziału dramaturgicznego Konserwatorium Muzycznego w Warszawie. Zadebiutował w 1929 roku w roli Guślarza w Dziadach Adama Mickiewicza w teatrze wileńskim Aleksandra Zelwerowicza. Następnie występował w Teatrze Polskim w Poznaniu, gdzie zagrał m.in. Romea w Romeo i Julii Szekspira i Gucia w Ślubach panieńskich Aleksandra Fredry, pracował w lwowskim teatrze Wilama Horzycy, a od 1933 roku do wybuchu II wojny światowej w Teatrze Polskim Arnolda Szyfmana. Przed wojną zagrał ponad 70 ról.
Po wybuchu II wojny światowej i zajęciu miasta przez Niemców Kreczmar przeprowadził się do Warszawy, gdzie pracował jako barman i brał udział w konspiracji. Był wykładowcą podziemnego Państwowego Instytutu Sztuki Teatralnej oraz wchodził w skład Tajnej Rady Teatralnej. W 1944 roku zagrał w premierowym spektaklu Teatru Wojska Polskiego w Lublinie. Z teatrem tym, działającym wówczas w Łodzi, był związany do 1946 roku. W 1945 roku zadebiutował jako reżyser wystawiając Dożywocie Aleksandra Fredry. W 1946 roku powrócił do Warszawy i latach 1946–1963 występował w Teatrze Polskim, a od 1964 roku do śmierci w Teatrze Współczesnym, współpracując z innymi warszawskimi tetrami, m.in. Klasycznym i Narodowym. W międzyczasie w latach 1953–1955, razem z Janem Świderskim, był kierownikiem artystycznym Teatru Nowej Warszawy.
W roku 1951 otrzymał I nagrodę na Festiwalu Polskich Sztuk Współczesnych we Wrocławiu za rolę profesora Mokrzyckiego w sztuce Próba sił Jerzego Lutowskiego w reżyserii Aleksandra Bardiniego, a w 1966 roku nagrodę Komitetu ds. Radia i Telewizji.
Jako pedagog w latach 1945–1946 prowadził wykłady w łódzkim Państwowym Instytucie Teatralnym, a od 1947 roku pracował w Państwowej Szkole Teatralnej (Państwowa Szkoła Dramatyczna) w Warszawie, gdzie pełnił funkcje:
- 1947–1949: zastępcy dyrektora
- 1947–1948: wykładowcy
- 1949–1950 i 1956–1967: rektora

Zmarł 29 sierpnia 1972 roku w Warszawie. Spoczywa w grobowcu rodzinnym na cmentarzu Powązkowskim w Warszawie (kwatera 190-5,6-24,25).

## Życie prywatne
Jego żoną była aktorka Justyna Kreczmarowa. Był ojcem Małgorzaty (1953–2006) i poety Adama (1944–1982), oraz wujem Zbigniewa Zapasiewicza. Jego zięciem jest satyryk Krzysztof Daukszewicz, a wnukiem – Grzegorz Daukszewicz.

## Filmografia
- 1938: Strachy – Dwierycz
- 1962: Rodzina Milcarków – dyktator
- 1963: Pasażerka – Walter, mąż Lizy
- 1963: Mansarda – książę
- 1965: Powrót doktora von Kniprode – Heinrich von Kniprode
- 1965: Podziemny front – Heinrich von Kniprode, szef Gestapo
- 1966: Szyfry – Tadeusz
- 1967: Szach i mat! – Anglik, właściciel automatu do gry w szachy
- 1968: Lalka – Tomasz Łęcki
- 1969: Urząd – ksiądz Devos
- 1970: Życie rodzinne – ojciec
- 1971: Piłat i inni – Poncjusz Piłat
- 1971: Jeszcze słychać śpiew. I rżenie koni... – pułkownik Józef Królikiewicz
- 1971: Rola – ojciec
- 1971: Za ścianą – profesor

## Ordery i odznaczenia
- Order Sztandaru Pracy I klasy (1964)[3]
- Order Sztandaru Pracy II klasy (22 lipca 1949)[7]
- Krzyż Oficerski Orderu Odrodzenia Polski (22 lipca 1951)[8]
- Złoty Krzyż Zasługi (dwukrotnie: 8 maja 1946[9], 13 listopada 1953[10])
- Medal 10-lecia Polski Ludowej (19 stycznia 1955)[11]
- Złota Odznaka honorowa „Za Zasługi dla Warszawy” (1970)[12]